# Simerky
Simerky (ukr. Сімерки) – wieś na Ukrainie, w obwodzie zakarpackim, w rejonie użhorodzkim, w hromadzie Pereczyn. W 2001 liczyła 956 mieszkańców, spośród których 954 wskazało jako ojczysty język ukraiński, a 2 rosyjski.